# Hrothgar
Hrothgar (anglosaxiska: Hroðgar; fornnordiska: Hróarr; danska: Roar) var en halvhistoriska kung av Danmark som skulle ha levt i början av 500-talet. Enligt myten var han av Skjöldungaätten, son till Halvdan, bror till Helge och farbror till Rolf Krake.
Hrothgar omnämns i de anglosaxiska dikterna Beowulf och Widsith, i de fornnordiska sagorna och dikterna Rolf Krakes saga, Skjöldungasagan, Bjarkarímur och Hur Norge byggdes, samt i de danska medeltida krönikorna Lejrekrönikan, Lunda-annalerna och Danernas bedrifter. Det råder konsensus om att de fornnordiska och anglosaxiska myterna åsyftar samma person.